# George Beadle
George Wells Beadle (Wahoo, 22 de Outubro de 1903 — Pomona, 9 de Junho de 1989) foi um biólogo e geneticista estadunidense.
Foi agraciado com o Nobel de Fisiologia ou Medicina de 1958, por pesquisas sobre genética e também sobre as mudanças ambientais que acabam provocando alterações genéticas.

## Biografia
Doutorou-se em genética em 1931 e trabalhou no Instituto de Tecnologia da Califórnia. Na década de 1930, fez importantes pesquisas genéticas sobre a cor dos olhos, a partir do estudo da Drosophila (mosca de frutas). Sua contribuição para a ciência começou no início dos anos 1940 quando, juntamente com o microbiólogo Edward Lawrie Tatum, estudou os fungos cor-de-rosa que se formam no pão e apresentam apenas um único tipo de cromossomo. Esta última propriedade demonstra que todos os genes mutantes poderão surgir, ao passo que um organismo simples como a Drosophila possui pares de genes para cada uma de suas características, significando que genes dominantes podem esconder os recessivos. Beadle e Tatum concluíram que a função característica de um gene era a de controlar a formação de uma enzima específica. O trabalho realizado lançou as bases da genética bioquímica.